# Cryptoscenea orientalis
Cryptoscenea orientalis är en insektsart som beskrevs av C.-k. Yang och Liu 1993. Cryptoscenea orientalis ingår i släktet Cryptoscenea och familjen vaxsländor. Inga underarter finns listade i Catalogue of Life.